# Множення Карацуби
Множення Карацуби  — метод швидкого множення, який дозволяє перемножувати два  n-значних числа зі складністю обчислення:
{\displaystyle M(n)=O(n^{\log _{2}3}),\quad \log _{2}3\approx 1{,}5849\ldots }
Цей підхід відкрив новий напрямок в обчислювальній математиці.

## Історія
Проблема оцінки кількості бітових операцій, необхідних для обчислення добутку двох n-значних чисел, або проблема функції складності множення {\displaystyle M(n)} при {\displaystyle n\to +\infty } була нетривіальною проблемою теорії швидких обчислень[джерело?].
Множення двох n-значних цілих чисел звичайним (шкільним) методом «у стовпчик» зводиться, по суті, до додавання n n-значних чисел. Тому для складності цього «шкільного» або «наївного» методу є оцінка зверху:
{\displaystyle M(n)=O(n^{2}).}
У 1956 р. А. М. Колмогоров сформулював гіпотезу, що нижня оцінка для {\displaystyle M(n)} при будь-якому методі множення є також величина порядку {\displaystyle n^{2}} (так звана «гіпотеза {\displaystyle n^{2}}» Колмогорова). На правдоподібність гіпотези {\displaystyle n^{2}} вказував той факт, що метод множення «в стовпчик» відомий не менше чотирьох тисячоліть (наприклад, цим методом користувалися шумери), і якби існував швидший метод, то його, імовірно, уже б знайшли. Однак, 1960 року Анатолій Карацуба знайшов новий метод множення двох n-значних чисел з оцінкою складності
{\displaystyle M(n)=O(n^{\log _{2}3})}
і тим самим спростував «гіпотезу {\displaystyle n^{2}}».
Згодом метод Карацуби узагальнили до парадигми «розділяй і володарюй», іншими важливими прикладами якої є метод двійкового розбиття, двійковий пошук, метод бісекції тощо.
Нижче подано два варіанти множення Карацуби.

## Опис методу

### Перший варіант
Цей варіант заснований на формулі
{\displaystyle (a+bx)^{2}=a^{2}+((a+b)^{2}-a^{2}-b^{2})x+b^{2}x^{2}.}
Оскільки {\displaystyle 4ab=(a+b)^{2}-(a-b)^{2}}, то множення двох чисел {\displaystyle a} і {\displaystyle b} еквівалентне за складністю піднесенню до квадрата.
Нехай {\displaystyle X} є {\displaystyle n}-значним числом, тобто
{\displaystyle X=e_{0}+2e_{1}+\ldots +2^{n-1}e_{n-1},}
де {\displaystyle e_{j}\in {0,\;1},\;j=0,\;1,\;\ldots ,\;n-1}.
Будемо вважати для простоти, що {\displaystyle n=2^{m},\;m\geqslant 1;\;n=2k}. Представляючи {\displaystyle X} у вигляді
{\displaystyle X=X_{1}+2^{k}X_{2},}
де
{\displaystyle X_{1}=e_{0}+2e_{1}+\ldots +2^{k-1}e_{k-1}}
і
{\displaystyle X_{2}=e_{k}+2e_{k+1}+\ldots +2^{k-1}e_{n-1},}
знаходимо:
{\displaystyle X^{2}=(X_{1}+2^{k}X_{2})^{2}=X_{1}^{2}+((X_{1}+X_{2})^{2}-(X_{1}^{2}+X_{2}^{2}))2^{k}+X_{2}^{2}2^{n}.\qquad (1)}
Числа {\displaystyle X_{1}}і{\displaystyle X_{2}} є {\displaystyle k}-значними. Число {\displaystyle X_{1}+X_{2}} може мати {\displaystyle k+1} знаків. У цьому випадку представимо його у вигляді {\displaystyle 2X_{3}+X_{4}}, де {\displaystyle X_{3}} є {\displaystyle k}-значне число, {\displaystyle X_{4}} — однозначне число. Тоді
{\displaystyle (X_{1}+X_{2})^{2}=4X_{3}^{2}+4X_{3}X_{4}+X_{4}^{2}.}
Позначимо {\displaystyle \varphi (n)} - кількість операцій, достатня для піднесення {\displaystyle n}-значного числа в квадрат за формулою (1). З (1) випливає, що для {\displaystyle \varphi (n)} справедлива нерівність:
{\displaystyle \varphi (n)\leqslant 3\varphi (n2^{-1})+cn,\qquad (2)}
де {\displaystyle c>0} є абсолютна константа. Справді, права частина (1) містить суму трьох квадратів {\displaystyle k}-значних чисел, {\displaystyle k=n2^{-1}}, які для свого обчислення потребують {\displaystyle 3\varphi (m)=3\varphi (n2^{-1})} операцій. Усі інші обчислення в правій частині (1) (а саме: множення на {\displaystyle 4,\;2^{k},\;2^{n}}, п'ять додавань і одне віднімання) не більше ніж {\displaystyle 2n}-значних чисел вимагають по порядку не більше {\displaystyle n} операцій. Звідси випливає (2). Застосовуючи (2) послідовно до
{\displaystyle \varphi (n2^{-1}),\;\varphi (n2^{-2}),\;\ldots ,\;\varphi (n2^{-m+1})}
і беручи до уваги, що
{\displaystyle \varphi (n2^{-m})=\varphi (1)=1,}
отримуємо
{\displaystyle \varphi (n)\leqslant 3(3\varphi (n2^{-2})+cn2^{-1})+cn=3^{2}\varphi (n2^{-2})+3c(n2^{-1})+cn\leqslant \ldots \leqslant }
{\displaystyle \leqslant 3^{m}\varphi (n2^{-m})+3^{m-1}c(n2^{-m+1})+3^{m-2}c(n2^{-m+2})+\ldots +3c(n2^{-1})+cn=}
{\displaystyle =3^{m}+cn\left(\left({\frac {3}{2}}\right)^{m-1}+\left({\frac {3}{2}}\right)^{m-2}+\ldots +\left({\frac {3}{2}}\right)+1\right)=}
{\displaystyle =3^{m}+2cn\left(\left({\frac {3}{2}}\right)^{m}-1\right)<3^{m}(2c+1)=(2c+1)n^{\log _{2}3}.}
Таким чином для кількості {\displaystyle \varphi (n)} операцій, достатнього для зведення {\displaystyle n}-значного числа в квадрат за формулою (1) виконується оцінка:
{\displaystyle \varphi (n)<(2c+1)n^{\log _{2}3},\quad \log _{2}3=1{,}5849\ldots }
Якщо ж {\displaystyle n} не є ступенем двох, то визначаючи ціле число {\displaystyle m} нерівностями {\displaystyle 2^{m-1}<n\leqslant 2^{m}}, представимо {\displaystyle X} як {\displaystyle 2^{m}}-значне число, тобто вважаємо останні {\displaystyle 2^{m}n} знаків рівними нулю:
{\displaystyle E_{n}=\ldots =e_{2^{m}-1}=0.}
Усі інші міркування залишаються в силі і для {\displaystyle \varphi (n)} виходить така ж верхня оцінка за порядком величини {\displaystyle n}.

### Другий варіант
Це безпосереднє множення двох {\displaystyle n}-значних чисел, засноване на формулі
{\displaystyle (a+bx)(c+dx)=ac+((a+b)(c+d)-ac-bd)x+bdx^{2}.}
Нехай, як і раніше {\displaystyle n=2^{m}}, {\displaystyle n=2k}, {\displaystyle A} і {\displaystyle B} - два {\displaystyle n}-значних числа. Представляючи {\displaystyle A} і {\displaystyle B} у вигляді
{\displaystyle A=A_{1}+2^{k}A_{2},\quad B=B_{1}+2^{k}B_{2},}
де {\displaystyle A_{1},\;A_{2},\;B_{1},\;B_{2}} — {\displaystyle k}-значні числа, знаходимо:
{\displaystyle AB=A_{1}B_{1}+2^{k}((A_{1}+A_{2})(B_{1}+B_{2})-(A_{1}B_{1}+A_{2}B_{2}))+2^{n}A_{2}B_{2}.\quad (3)}
Таким чином, у цьому випадку формула (1) замінюється формулою (3). Якщо тепер позначити символом {\displaystyle \varphi (n)} кількість операцій, достатню для множення двох {\displaystyle n}-значних чисел за формулою (3), то для {\displaystyle \varphi (n)} виконується нерівність (2), і, отже, справедливою є нерівність:
{\displaystyle \varphi (n)<(2c+1)n^{\log _{2}3},\quad \log _{2}3=1{,}5849\ldots }

### Приклад
Множимо 648*356. Візьмемо B=100.
Перший множник подамо як 6*100 + 48. 
Другий множник подамо як 3*100 + 56. 
За формулою Карацуби:
x*y = (x1*B + x0)*(y1*B + y0) = x1*y1*B2 + Z1*B + x0*y0,
де Z1 = (x1 + x0)*(y1 + y0) − x1*y1 − x0*y0, 
а добутки x1*y1 та x0*y0 обчислюють лише один раз. 
Маємо: 648*356=(6*100+48)*(3*100+56)=6*3*1002 + Z1*100 + 48*56. 
Обчислюємо 6*3 =18; 48*56 = 2688; 
Z1 = (6+48)*(3+56) − 6*3 − 48*56 = 54*59 − 18 − 2688 = 480.
У цілому: 
18*1002 + Z1*100 + 2688 = 18 00 00 + 480 00 + 2688 = 23 06 88.  
- Для множення пар чисел 54*59 та 48*56, можна застосувати формулу Карацуби рекурсивно, поклавши B=10.
- Оскільки ЕОМ оперують двійковими числами, то для машинних розрахунків варто обрати B=2k.

### Зауваження
Представлений вище перший спосіб множення можна трактувати як алгоритм обчислення з точністю до {\displaystyle n} знаків функції {\displaystyle y=x^{2}} в деякій точці {\displaystyle x=x_{1}}.
Якщо розбивати {\displaystyle X} не на два, а на більшу кількість доданків, то можна отримати асимптотично кращі оцінки складності обчислення добутку (піднесення до квадрату). Зокрема, такий шлях застосовано в алгоритмі Тоома — Кука.
Метод множення Шьонхаге — Штрассена має меншу асимптотичну складність, ніж алгоритм Карацуби, однак на практиці він має перевагу лише для великих значень n.